# Sodobna umetnost v Sloveniji
Ta članek orisuje razširitve likovne umetnosti v slovenskem prostoru, ki so jih povzročile družbene spremembe (razpad Jugoslavije, globalizacija, diktat kapitala) in široka dostopnost hitro razvijajoče se tehnologije. Ker so likovni umetniki in umetnice začeli uporabljati najrazličnejša z novo tehnologijo podprta orodja za vizualizacijo svojih del, govorimo o vizualni umetnosti. Zajema slikarstvo, kiparstvo, grafiko, strip, avtorske knjige, fotografijo, video, film, arhitekturo, dela narejena z računalnikom, dela na računalniku in internetu. Poleg tega se je tradicionalno likovno okolje še razširilo, ko so vanj začeli vstopati umetniki in umetnice z drugih področij in se je fokus spremenil, odvrnil od načel modernizma. Zato velikokrat uporabljamo še širši pojem sodobne umetnosti (angleško: contemporary arts), ki se je v Sloveniji uveljavil v zadnjem desetletju 20. stoletja in ga pogojno lahko zamejimo s prihodom nove generacije umetnikov, ki ga že zavračajo. Glavni teoretik obdobja (1990-2015) je bil kustos Moderne galerije Igor Zabel. Bogat spletni vir na obravnavano temo je Pojmovnik slovenske umetnosti od 1945 do 2005 - Pojmovnik.si in spletna portala Culture.si in Kulturnik.si.

## Umetnice in umetniki, umetniško delo
Ko je slika prestopila okvir in se je kip razširil v prostor, v instalacijo ter s pojavom novih medijev (začetni razvoj v 80-letih), je nastopil čas, ko so mladi umetniki in umetnice začeli prestopati tudi druge meje.  Večinoma so se odvrnili od gojenja lastnega stila in raziskovanja znotraj enega medija. Za svoje izražanje so začeli uporabljati vse različne medije, ki so jih imeli na razpolago v odvisnosti od teme, ki so jo hoteli predstaviti javnosti. Pomemben je postal koncept umetniškega dela. Poleg raziskave izraznih možnosti novih medijev, so se začeli posvečati aktualnim družbenim problemom in svoji vlogi v hitro spreminjajočih se družbenih razmerah ali raziskovanju svojega intimnega sveta. Začno se povezovati z družbenimi gibanji. Delati začno v javnem prostoru (izven umetniških institucij), ustanavljali so svoje institucije (Institut za domače raziskave, P.A.R.A.S.I.T.E. Museum, Državica Ptičjestrašilna, Projekt Atol in Makrolab...), delati začno projektno. V svoje nastope so začeli vključevati publiko (relacijska in participatorna umetnost), začno se izražati tudi kot performerji. Nekatere umetniške akcije so prerasle v družbeni aktivizem. Delujejo v skupinah (Veš slikar svoj dolg, NSK, Sestava (preureditev nekdanjih zaporov na Metelkovi v hostel Celica), Via negativa, Ecilpse,..) Umetniki in umetnice iz ne-likovnih področij (plesalci, glasbeniki, gledališčniki,..) so prav tako začeli uporabljati nove medije in/ali začeli svoja dela izvajati v galerijskih prostorih.
To je čas, ko se tudi v Sloveniji močno razmahnejo različne zvrsti umetnosti (konceptualna umetnost, performans, intermedijska umetnost,..). Umetniki in umetnice razvijejo svoje avtopoetike. Umetniško delo pripoveduje zgodbo.
Umetnice in umetniki se s kolegi širom sveta spoznavajo in povezujejo na umetniških rezidencah, na mednarodnih festivalih, na nadaljevanju študija v mednarodnem prostoru in po internetu. Na rezidencah, festivalih in razstavah ustvarjajo svoje projekte ali skupaj z drugimi umetniki (velikokrat na temo lokalnega okolja - side specific). Dokumenti o izvedenem projektu so video posnetki, fotografije, razni dokumenti in avtorska besedila umetnikov. Dokumentacijo z lahkoto pošiljajo na mednarodne festivale in razstave in tako enakovredno konkurirajo s svetovno umetniško produkcijo. Povezujejo se v platforme, iniciative, prirejajo svoje festivale,... Z naglim razvojem interneta se vse to še bolj potencira, odpira in spreminja v povsem nov čas, ki še čaka na svoje uveljavljeno poimenovanje (trenutno se pojavlja paradoksalen termin postsodobna umetnost).
Po osamosvojitvi je na smer razvoja umetnosti močno vplivala splošna globalizacija in anglo-ameriški kulturni imperializem. V nekdanji vzhodni Evropi je ameriški finančnik George Soros ustanovil Centre za sodobno umetnost; na Slovenskem: SCCA-Ljubljana. Veliko umetnic je dobilo  Fulbrightovo ali/in ArtsLink štipendijo za študij v ZDA. Lahko bi rekli, da je Slovenija v tem času s pospešenimi koraki dohitela in se enakopravno vključila v razvoj umetnosti zahodnega sveta.  Kljub temu je veliko odličnih umetnikov in umetnic ostalo zvestih raziskovanju in izražanju sprememb časa v klasičnih likovnih medijih: slikar Aleksij Kobal, slikarka Mojca Zlokarnik, ilustratorka Alenka Sottler, kiparji: Mirko Bratuša, Darko Golija, Roman Makše in mnogi drugi.
Nekaj likovnih umetnikov, predstavnikov prehoda: Marko A. Kovačič, Rene Rusjan, Tadej Pogačar, Marjetica Potrč, Jože Barši in prve generacije sodobnih umetnikov: Alenka Pirman, Marija Mojca Pungerčar, Anja Anamarija Šmajdek, Damijan Kracina in mnogi drugi. Umetniki z drugih področij: Marko Košnik, režiser Marko Peljhan, programer Borut Savski, informatičarka Milena Kosec, plesalka Irena Tomažin, režiser Bojan Jablanovec,..
V zelo kratkem času so se v Sloveniji razcveteli mnogoteri umetniški izrazi, ki so jih še popestrili in obogatili tuji umetniki, ki so se ustalili v Sloveniji: kitajsko-slovenska umetnica Huiqin Wang, Stefan Doepner (robotika,..), Davide Grassi (konceptualna in angažirana um.) in Vadim Fiškin.
Če je veljalo da so velike zgodbe modernizma podpirale takratne vodilne ideologije, potem tudi za postmodernizem in obravnavano obdobje lahko ugotovimo, da podpira vodilno ideologijo potrošništva z drobljenjem družbe na posameznika, nemočnega, da bi se zoperstavil velikemu kapitalu in to kljub temu, da jo izdatno kritizirajo. Zato so se umetniki že začeli povezovati v manjše skupine, ki si med seboj delijo delovne prostore in orodja ter podporo nudijo tudi gostujočim umetnikom. Čas bo pokazal, če bodo ti poskusili pomagali najti pot iz uničujočega objema finačnih vladarjev sveta.

## Kuratorji
Ob spremenjenem načinu dela se je spremenila tudi politika razstavljanja. Kustosi velikih inštitucij (Zdenka Badovinac, Moderna galerija, Lilijana Stepančič, Mednarodni grafični likovni center - MGLC, Gregor Podnar, Galerija Škuc,..) so začeli pripravljati velike skupinske razstave na določeno temo, ki so jo smatrali za aktualno. Na razstavo so vabili umetnike, ki so nemalokrat naredili novo delo prav za to razstavo. Poleg tega so začele galerije vabiti mednarodno uveljavljene kustose oz. kuratorje, da so na Slovenskem pripravili razstavo umetnikov po svojem izboru. Pomemben premik se je zgodil leta 1997, ko je bil povabljen kustos Peter Weibl, da pripravi (kurira) 2. U3 v Moderni galeriji. V Mednarodnem grafičnem likovnem centru MGLC, ko je njegovo vodstvo prevzele Lilijana Stepančič, so uvedli nove poglede na grafiko kot tiskano umetnost. O vlogi kuratarja je Beti Žerovc napisala knjigo: Kurator & Sodobne umetnost - Pogovori, Maska, 2000.
Vpetost Ljubljane v mednarodni prostor je dosegla višek z gostovanjem evropskega bienala sodobne umetnosti: Manifesta3, leta 2000, ki jo je pripravil mednarodni tim kuratorjev. Ob njej se je pokazalo, da domača publika še nima veliko razumevanja za sodobno umetnost, ker ji velikokrat ostaja nerazumljiva. Zato so začeli organizatorji sodobnih prireditev pripravljati številne izobraževalne programe in opremljati razstavljena dela s kratkimi opisi/napotki za vstop v razumevanje.
Vse zgoraj našteto ilustrira do kakšnega razkoraka je prišlo med moderno umetnostjo in sodobno, ki ji je sledila.   

## Prostori prezentacije in produkcije
Za nove umetniške izraze je bila potrebna tudi nova podporna infrastruktura. Poleg Galerije ŠKUC, ki je že iz 80-tih let razstavljala prihajajoče umetnike, so se odprli novi prostori za umetniško delovanje Metelkova mesto z galerijo Alkatraz, galerije: Kapelica in P74 s Kapsulo ter tudi privatna galerija Vila Katarina, vse v Ljubljani. Za fotografsko področje se je specializirala galerija Photon (Ljubljana, Dunaj), ki uspešno širi svoje delovanje tudi v mednarodni prostor. Z zasedbo Tovarne ROG so si mladi umetniki ustvarili nov prostor, kjer se prepletata aktivistično in umetniško delovanje in bije boj z mestno oblastjo, ki želi prostore nameniti kreativnim industrijam (kulturno obarvan nakupovalni center).
Podoben razvoj, a v skromnejši obliki, se je zgodil po večjih mestih. Močna centra sodobne umetnosti sta se vzpostavila predvsem v Celju  (Likovni salon Celje in kasneje Center za sodobne umetnosti) in Mariboru (Pekarna, Kibla).
Razvijati se je začela nova veja umetnosti računalniško generiranega zvoka in slike v kombinaciji z interaktivnimi možnostmi računalnika in robotike poimenovana intermedijska umetnost. Eden od predstavnikov je društvo Cirkulacija 2, ki skrbi tudi za povezovanje znotraj področja v domačem in mednarodnem prostoru. V ta namen vzdržuje prostor (najprej v Tovarni ROG in sedaj v Tobačni tovarni v Ljubljani) za raziskovalno-razvojno delo in javno prezentacijo. V Ljubljani od leta 2002 deluje galerija in projektni prostor Aksioma, ki promovira z novimi tehnologijami podprta družbeno angažirana umetniška dela in skrbi za živahno mednarodno prisotnost.
Razcvet sodobnega plesa in postdramskega gledališča je umetnikom prinesel nove prostore: Plesni teater Ljubljana, Stara mestna elektrarna Ljubljana, plesno/gledališki prostor zavoda Bunker z imenitnim mednarodnim festivalom Mladi levi in Center kulture Španski borci, Ljubljana-Moste. Leta 2008 je bil ustanovljen zavod Kino Šiška - center urbane kulture, Ljubljana-Šiška.
Nova zakonodaja je omogočila ustanovitev mnogih Kulturno umetniških društev in zavodov, ki jih vodijo majhne skupine posameznikov: Zavod Makrolab, Kulturno društvo MO-TA,...

## Revije
Glavne in teoretsko dobro podprte so predvsem tri revije:
Likovne besede, izdaja zveza društev slovenskih likovnih umetnikov,
Maska, izdaja zavod za založništvo, kulturno in producentsko dejavnost,
Revija ŠUM, izdaja društvo BOKS v koprodukciji z institucionalnimi partnerji.
Občasno so izhajali tudi zelo različni Mzini in druge periodične publikacije (Lucas, Zofa).

## Podporni sistemi

### SCCA
Sodelavci SCCA, Sorosovega centra za sodobno umetnost so poskrbeli tudi za drugačno infrastrukturo. Zasnovali so:
Internet portfolio, spletno predstavitev najzanimivejših umetnikov,
Svet umetnosti, šolo za kustose sodobne umetnosti,
Artservis, spletni portal s pomembnimi informacijami za umetnike,
Postaja DIVA, na internetu dosegljiv arhiv video produkcije v Sloveniji,
Brez žebljev in podstavkov, kontinuirana serija razstav v njihovih prostorih,
Predavanja in predstavitve gostujočih teoretikov in umetnikov iz različnih koncev sveta,...
Z gostovanji po Sloveniji mehča ljubljanski centralizem.

### P74
Podporno infrastrukturo za mlade umetnike sitematično gradi Zavod P.A.R.A.S.I.T.E - center in galerija P7. Organizira razstavljanje doma in v tujini, posebno skrb posveča produkciji in promociji avtorskih knjg. Je pobudnik in organizator nagrade OHO za mlade umetnike.

### MGLC
Mednarodni grafični likovni center je muzej in galerija specializiran za sodobno grafično in vizualno umetnost.

### MSUM - Muzej sodobne umetnosti Metelkova
Za razmah sodobne umetnosti  na Slovenskem je vsekakor zelo pomembna vloga Moderne galerije v Ljubljani, ki je prihajajoče umetnike tekoče vključevala v svoje razstave, še posebej na triletne pregledne razstave U3 - trienale sodobne slovenske umetnosti (prvi je bil leta 1994, doslej jih je bilo že 7) in jih tudi izobraževala s predavanji gostujočih teoretikov in umetnikov, predvsem z zahoda in tudi z vzhoda, kjer se z zbirko ArtEast+ uveljavlja kot regionalni center. Končno je izborila tudi nove prostore za  Muzej sodobne umetnosti MSUM na Metelkovi v Ljubljani. Verjetno pridobitev tega muzeja kaže, da se obravnavano obdobje že odmika v zgodovino in ni več upravičeno na naziv sodobna umetnost. Vsakokratni U3 - trienale sodobne slovenske umetnosti izpostavlja novosti zadnjih treh let. Z vsakim novim trienalom, se prejšnji vse bolj pomikajo v zgodovino, izgubljajo svojo prisotnost v sedanjosti in s tem zanje pridevnik sodoben izgublja svoj smisel. 

## Kritika
Težko bi govorili o prisotnosti poglobljene kritike sodobne umetnosti. Večinoma gre za razlagalna (spremna) besedila in njihovo povzemanje. Ob njenih začetkih so jo teoretiki, ki so se formiralai v modernizmu, vehementno odklanjali in kasneje bolj ali manj utihnili. Zanimivo in zgoščeno kritiko poda Rastko Močnik v spremni besedi Umetnost v sodobnosti. Primerja jo z moderno umetnostjo:
"... po velikanskem bloku  "Klasične umetnosti", ki reproducira konvencije, pride "moderna umetnost", ta krši konvencije - in naposled zgodovino sklene "sodobna umetnost", ki napade samo mejo med umetnostjo in neumetnostjo...
... izvršujejo dejanja, ki so filantropska, protestna, manifestacije in moraliziranje - le da niso nič od tega, saj se razglašajo za umetnostno akcijo, performans, uprizoritev, artivizem..."
Sodobne umetnine so umetnine, ker jim nekaj manjka (specifičen namen in zato domnevno tudi specifična učinkovitost) v nasprotju z moderno umetnostjo, ko je nek običajen predmet postal umetniško delo, ker je bilo v njem mogoče videti nekaj več (artistično dopolnilo).
"Skratka: umetnina je tisto dejanje, ki namenoma zapušča področje umetnosti - a vendar ima izključno umetnostni namen (ne pa političnega, moralističnega itn.)...
...Modernistična akcija je bila efemerna, duhovita, antifetišistična - sodobna umetnost je monumentalistična, pretenciozna, fetišistična, težaška, polna dvoumnosti in neizrečenih pomenov, katerih izpeljavo prepušča učenim interpretacijam...  Umetnost oseminšestdesetega je bila učinek takratnega trenutka, sodobna se že od začetka predstavlja, kot da je pretekla...poskuša samo sebe kanonizirati. Avantgardistično iluzijo, ki je bila del umetnostne logike modernizma: "Zdaj nas sicer ne razumejo, a prihodnost nas bo potrdila." - sodobna umetnost predstavlja kot že izpolnjeno...
...Nekdanji avantgardisti so razglašali, da je vsa umetnost pred njimi "paseistična", saj da se prava začela šele z njimi. Sodobne umetnine se že vnaprej prikazujejo, kakor da so "passe", minule, pretekle: zato ker ideološka zahteva ni več radikalen prelom s preteklostjo kakor pri avantgardah, temveč uvrstitev v antologijo, v muzej, v mavzolej na pokopališču človeštva...
...Avatgarde so se povezovale z utopijami in z revolucionarnimi programi, sodelovale so pri izdelavi prihodnosti...Sodobna umetnost izdeluje sebe kot preteklost, v kateri je videtiiiii kot "prava umetnost". Sebe samo prikazuje kot že izpolnjeno umetnostno utopijo...
...Subverzivna sodobna umetnost samo ponavlja tisto, kar so pred njo počele zgodovinske avantgarde, ki so se že zdavnaj umestile v umetnostni kanon. Ko subverzivna sodobna umetnost prečka mejo umetnosti, jo potiska naprej, s svojo subverzijo širi meje umetnosti - in s tem potrjuje tako umetnost kakor njene meje. Sodobna subverzija je subverzija, ki je že minila, je že vnaprej udomačena subverzija, je že institucionalizirano spodkopavanje institucije...
...Seveda  sodobna umetnost ni preprosta različica sedanje vladajoče ideologije, ki skrbi za ranjljive, ustvarja identitetne skupine, proizvaja manjšine, priznava njihove pravice itn. Te prevladujoče ideološke motive (skrb, spol identiteta,..) naivno jemlje v obdelavo, saj skupaj z vladajočo ideologijo prostodušno verjame, da so pač nujni in obdelave vredni. To prepričanje polagajo na srce umetnicam in umetnikom tudi financerji, kuratorji, galeristi in sploh dejavniki umetnostnega sistema...
...Ideološki motivi so pri sodobni umetnosti postali eno in isto s specifično umetnostnimi postopki. Moraliziranja ni več mogoče ločiti od pastorale, filantropije ne od vladajoče biopolitike." 